# Дренча
Дренча је насеље у Србији у општини Александровац у Расинском округу. Према попису из 2022. има 225 становника (према попису из 2011. било је 265 становника). У њему се налази истоимени манастир са краја XIV века, који се данас налази под заштитом Републике Србије, као споменик културе од великог значаја.
Овде се налази Пољана Лукаревина.

## Демографија
У насељу Дренча живи 210 пунолетних становника, а просечна старост становништва износи 43,4 година (41,7 код мушкараца и 45,2 код жена). У насељу има 73 домаћинства, а просечан број чланова по домаћинству је 3,49.
Ово насеље је скоро у потпуности насељено Србима (према попису из 2002. године).
|  |

| Демографија | Демографија | Демографија |
| Година      | Становника  | Становника  |
| ----------- | ----------- | ----------- |
| 1948.       | 553         |             |
| 1953.       | 573         |             |
| 1961.       | 559         |             |
| 1971.       | 296         |             |
| 1981.       | 275         |             |
| 1991.       | 299         | 292         |
| 2002.       | 255         | 278         |
| 2011.       | 265         |             |
| 2022.       | 225         |             |

| Етнички састав према попису из 2002.‍ | Етнички састав према попису из 2002.‍ | Етнички састав према попису из 2002.‍ | Етнички састав према попису из 2002.‍ | Етнички састав према попису из 2002.‍ |
| ------------------------------------ | ------------------------------------ | ------------------------------------ | ------------------------------------ | ------------------------------------ |
|                                      |                                      |                                      |                                      |                                      |
| Срби                                 | Срби                                 |                                      | 254                                  | 99,60%                               |
| непознато                            | непознато                            |                                      | 1                                    | 0,39%                                |

| Година пописа     | 1948. | 1953. | 1961. | 1971. | 1981. | 1991. | 2002. |
| ----------------- | ----- | ----- | ----- | ----- | ----- | ----- | ----- |
| Број домаћинстава | 83    | 95    | 111   | 57    | 63    | 69    | 73    |

| Број чланова      | 1  | 2  | 3  | 4 | 5 | 6 | 7 | 8 | 9 | 10 и више | Просек |
| ----------------- | -- | -- | -- | - | - | - | - | - | - | --------- | ------ |
| Број домаћинстава | 11 | 18 | 15 | 9 | 4 | 6 | 9 | 1 | 0 | 0         | 3,49   |

| Пол    | Укупно | Неожењен/Неудата | Ожењен/Удата | Удовац/Удовица | Разведен/Разведена | Непознато |
| ------ | ------ | ---------------- | ------------ | -------------- | ------------------ | --------- |
| Мушки  | 113    | 38               | 69           | 5              | 1                  | 0         |
| Женски | 110    | 15               | 71           | 24             | 0                  | 0         |
| УКУПНО | 223    | 53               | 140          | 29             | 1                  | 0         |

| Пол    | Укупно                    | Пољопривреда, лов и шумарство | Рибарство                            | Вађење руде и камена | Прерађивачка индустрија       |
| ------ | ------------------------- | ----------------------------- | ------------------------------------ | -------------------- | ----------------------------- |
| Мушки  | 60                        | 44                            | 0                                    | 0                    | 7                             |
| Женски | 44                        | 28                            | 0                                    | 0                    | 8                             |
| УКУПНО | 104                       | 72                            | 0                                    | 0                    | 15                            |
| Пол    | Производња и снабдевање   | Грађевинарство                | Трговина                             | Хотели и ресторани   | Саобраћај, складиштење и везе |
| Мушки  | 0                         | 2                             | 3                                    | 0                    | 3                             |
| Женски | 0                         | 0                             | 3                                    | 1                    | 0                             |
| УКУПНО | 0                         | 2                             | 6                                    | 1                    | 3                             |
| Пол    | Финансијско посредовање   | Некретнине                    | Државна управа и одбрана             | Образовање           | Здравствени и социјални рад   |
| Мушки  | 0                         | 0                             | 0                                    | 1                    | 0                             |
| Женски | 0                         | 0                             | 1                                    | 0                    | 1                             |
| УКУПНО | 0                         | 0                             | 1                                    | 1                    | 1                             |
| Пол    | Остале услужне активности | Приватна домаћинства          | Екстериторијалне организације и тела | Непознато            | Непознато                     |
| Мушки  | 0                         | 0                             | 0                                    | 0                    | 0                             |
| Женски | 1                         | 0                             | 0                                    | 1                    | 1                             |
| УКУПНО | 1                         | 0                             | 0                                    | 1                    | 1                             |